# Смуров, Николай Васильевич
Никола́й Васи́льевич Сму́ров (14 января 1924, Грязовец — 31 декабря 1997, Камешково) — директор прядильно-ткацкой фабрики имени Я. М. Свердлова в городе Камешково Владимирской области с 1970 по 1995 год, градостроитель, почётный гражданин города Камешково.

## Биография
Родился 14 января 1924 года в Грязовце Вологодской губернии. В 1942 году окончил 10 классов средней школы г. Костерево Владимирской области, работал шофёром на Костеревском комбинате им. Коминтерна.
В 1943 году после окончания Горьковского танкового училища был направлен на второй Белорусский фронт. Воевал в составе 18-го танкового полка 5-й гвардейской танковой армии. «В боях был смел и вынослив», — отмечалось в служебной характеристике. Воевал в Германии. Был награждён медалями «За отвагу», «За взятие Кенигсберга», «За победу над Германией».
В 1946 году демобилизовался. Два года проработал мастером на Мурманском рыбокомбинате. Затем работал на Костеревском комбинате мастером челночного цеха и учился в вечернем техникуме на отделении «механическая обработка древесины».
В 1954 году был избран секретарём партийного бюро комбината; с 1958 года — директор шпульной фабрики. Затем был избран секретарём Петушинского районного комитета КПСС, а с 1963 года работал председателем райисполкома. С 1964 года — председатель Собинского горисполкома.
1970 год: переезд на отстающее предприятие — фабрику имени В.Володарского в посёлке имени Максима Горького Камешковского района Владимирской области. За четыре с половиной года вывел предприятие из провала. Затем снова переезд, уже на несправляющуюся с государственными заданиями фабрику имени Я. М. Свердлова в Камешково. Постепенно под его руководством положение на фабрике стало улучшаться, и планы девятой и десятой пятилеток были выполнены. Предприятие заслуженно награждалось переходящими красными знамёнами министерства текстильной и лёгкой промышленности. В 1976 году был награждён орденом Трудового Красного Знамени.
В период руководства Николая Васильевича текстильная фабрика в городе Камешково получила всесоюзное признание и известность, став одним из лучших промышленных предприятий в СССР. Фабрика превратилась в градообразующее предприятие. Именно при Н. В. Смурове, его непосредственном участии в городе было развёрнуто большое строительство, районному центру придан городской вид. Введено в строй более 30 тысяч квадратных метров жилой площади. Рабочие фабрики получали благоустроенные квартиры, детские сады переселялись в красивые новые здания. Для рабочих фабрики был построен санаторий-профилакторий, благоустраивался городской спортивный стадион, производилась благотворительная помощь практически всем организациям в районе.
Избирался депутатом районного Совета, членом президиума областного комитета профсоюза работников текстильной и лёгкой промышленности, членом бюро РК КПСС. Н. В. Смурову городской Совет присвоил звание Почётного гражданина города Камешково. В 1984 году ему уже исполнилось 60 лет, но он не ушёл на пенсию, а ещё более десяти лет продолжал руководить предприятием в самое сложное время перестройки.
Умер Николай Васильевич Смуров 31 декабря 1997 года в городе Камешково. В городе его именем названа одна из улиц, а на административном здании фабрики открыта мемориальная доска.